# Ioan Demian
Ioan Demian (n. 5 ianuarie 1878, comuna Hărțăgani, județul Hunedoara – d. 30 ianuarie 1952, comuna Hărțăgani) a fost un deputat în Marea Adunare Națională de la Alba Iulia, organismul legislativ reprezentativ al „tuturor românilor din Transilvania, Banat și Țara Ungurească”, cel care a adoptat hotărârea privind Unirea Transilvaniei cu România, la 1 decembrie 1918.

## Studii
Ioan Demian a urmat clasele primare în comuna natală și în Brad, unde a absolvit și clasele I-IV gimnaziale, la gimnaziul ortodox român. Clasele superioare le-a făcut la liceul Andrei Baron de Șaguna din Brașov, unde și-a luat bacalaureatul în anul școlar 1900-1901. Științele în drept le-a făcut la Universitatea din Budapesta, Debrețen și Cluj unde, în anul 1906, și-a luat și Doctoratul în drept. Stagiul de practică l-a făcut la biroul avocatului Dr. Ioan Popp în Brad, Virgil Olariu în Deva și Dr. Iustin Miron în Cubin, jud. Timiș Torontal, iar examenul de avocat la dat la Comisia examinatoare de pe lângă Curtea de Apel din Târgul-Mureș în anul 1908.

## Activitate profesională
Ca tânăr avocat și-a deschis biroul de avocatură din orășelul Sănnicolaul-Mare, județul Timiș-Torontal, unde a activat intens pe teren cultural-național, economic, financiar, ca președinte al despărtământului „Astra", președinte al reuniunii de cântări „Doina", conducător și întemeietor al mai multor întreprinderi economice-comerciale din Sănnicolaul-Mare, apoi participând la toate luptele politice ale partidului național român din partea nordică a Torontalului din anul 1909 până în anul 1931, când a fost numit notar public la judecătoria Biled și a părăsit Sinnicolaul-Mare.

## Activitate politică
În primele alegeri de după Unire a fost ales deputat în circumscripția Sânnicolaul-Mare, în primul parlament al României-Mari. În 1931 a întemeiat un nou despărțămănt al Astrei și a organizat prima parohie ortodoxă română. În timpul Marii Adunări Naționale de la Alba Iulia Dr. I. Demian, împreună cu preotul român ortodox, Dr. Petm Fleșeriu (din Sănnicolaul-Mare), ajunși la Timișoara și văzând cordonul și opreliștea armatei sârbești, au străbătut prin cordon cu multe greutăți, au luat calea de la Timișoara înapoi spre Periam și apoi spre Aradul-Nou, unde au putut ajunge și apuca trenul spre Alba-Iulia, ajungând acolo în dimineața zilei de 1 decembrie 1918 și participând activ la marea și înflăcărata Adunare Națională.